# Кривоножкин, Матвей Максимович
Матвей Максимович Кривоножкин (род. 26 июля 2006, Тольятти, Самарская область) — российский хоккеист, защитник.

## Биография
Отец Максим и его брат Алексей были хоккеистами.
Матвей Кривоножкин воспитанник тольяттинской «Лады», играл за команду «Лада-Веста»/«Лада» в ЮХЛ (2021/22 — 2023/24). С сезона 2022/23 также стал выступать за «Ладью» в МХЛ. 23 марта 2025 года в гостевом матче против «Спартака» (2:3 ОТ) дебютировал за «Ладу» в КХЛ.